# La Foulaison du blé en Camargue
La Foulaison du blé en Camargue – ou Foulage du blé en Camargue – est un tableau réalisé par la peintre française Rosa Bonheur à compter de 1864 et laissé inachevé à sa mort en 1899. 

## Description
Plus grand format jamais peint par l'artiste, cette huile sur toile est une scène de genre qui représente une dizaine de chevaux en train de fouler le blé en Camargue. Pour le créer, Rosa Bonheur s'est inspirée de la légende introduite par Frédéric Mistral dans Mirèio, celle d'un fermier avare ayant fait travailler sans relâche ses chevaux à la foulaison et qui en fut puni par la foudre qui mit le feu à sa grange et un tremblement de terre qui engloutit sa famille. Dans son œuvre, Rosa Bonheur souhaitait montrer « le feu qui sort des naseaux des chevaux, la poussière qui jaillit sous leurs sabots ».
En 1898, Rosa Bonheur fait construire par l'architecte Alexandre Jacob un nouvel atelier en son château de By, destiné à accueillir la toile de la Foulaison du blé en Camargue. Mais Rosa Bonheur meurt le 25 mai 1899 sans avoir pu achever son tableau.
À la mort de Rosa Bonheur, sa légataire Anna Klumpke devient propriétaire du tableau. Elle en fait don au musée du Luxembourg, à Paris, en l'an 1900. L'œuvre passe ensuite par les collections du musée du Louvre puis du musée d'Orsay. Elle se trouve depuis 1997 en dépôt au musée des Beaux-Arts de Bordeaux, à Bordeaux, ville natale de l'artiste.
On peut observer une partie de l’œuvre dans le tableau que Georges Achille-Fould a peint de l'artiste : Rosa Bonheur dans son atelier.

## Galerie

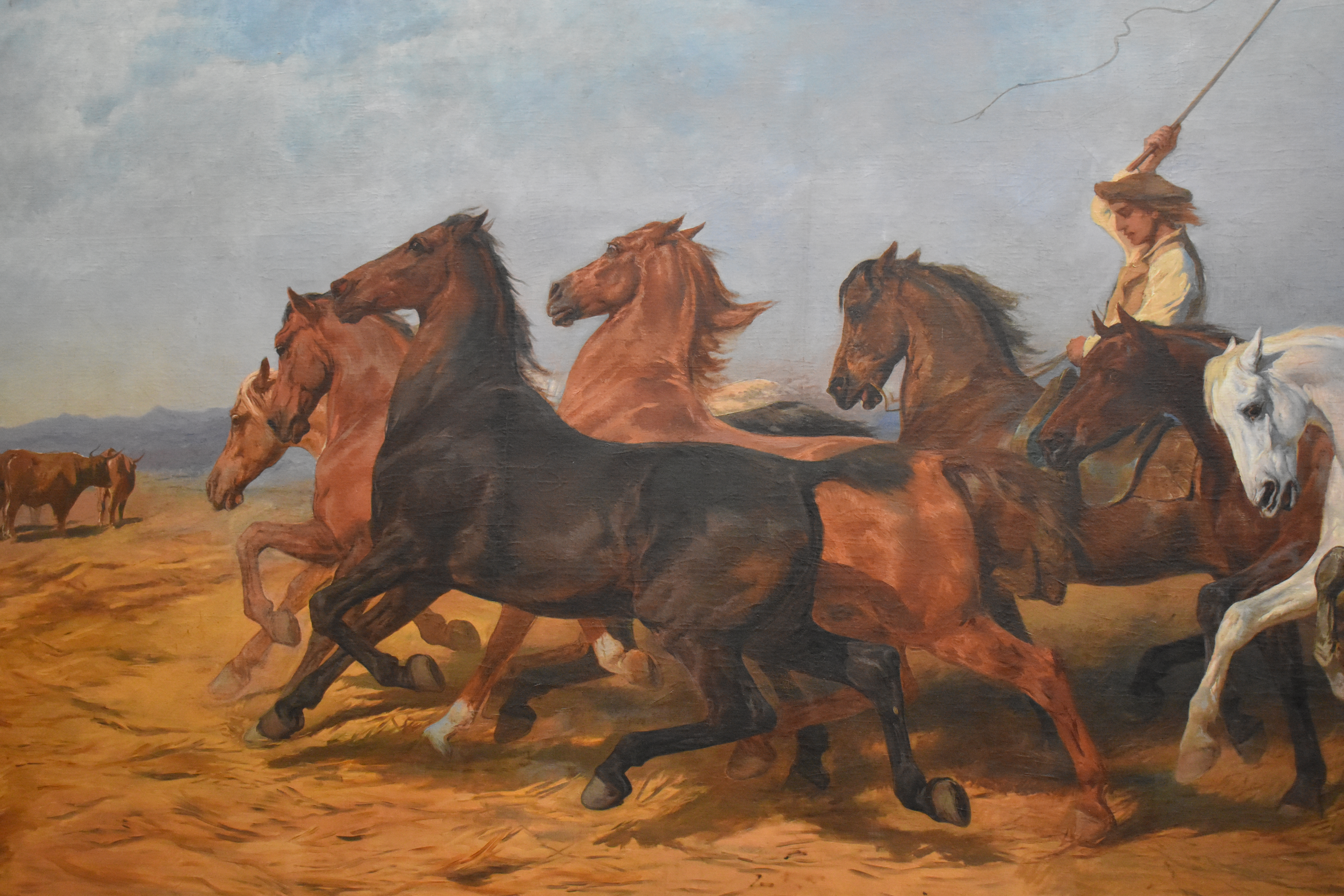
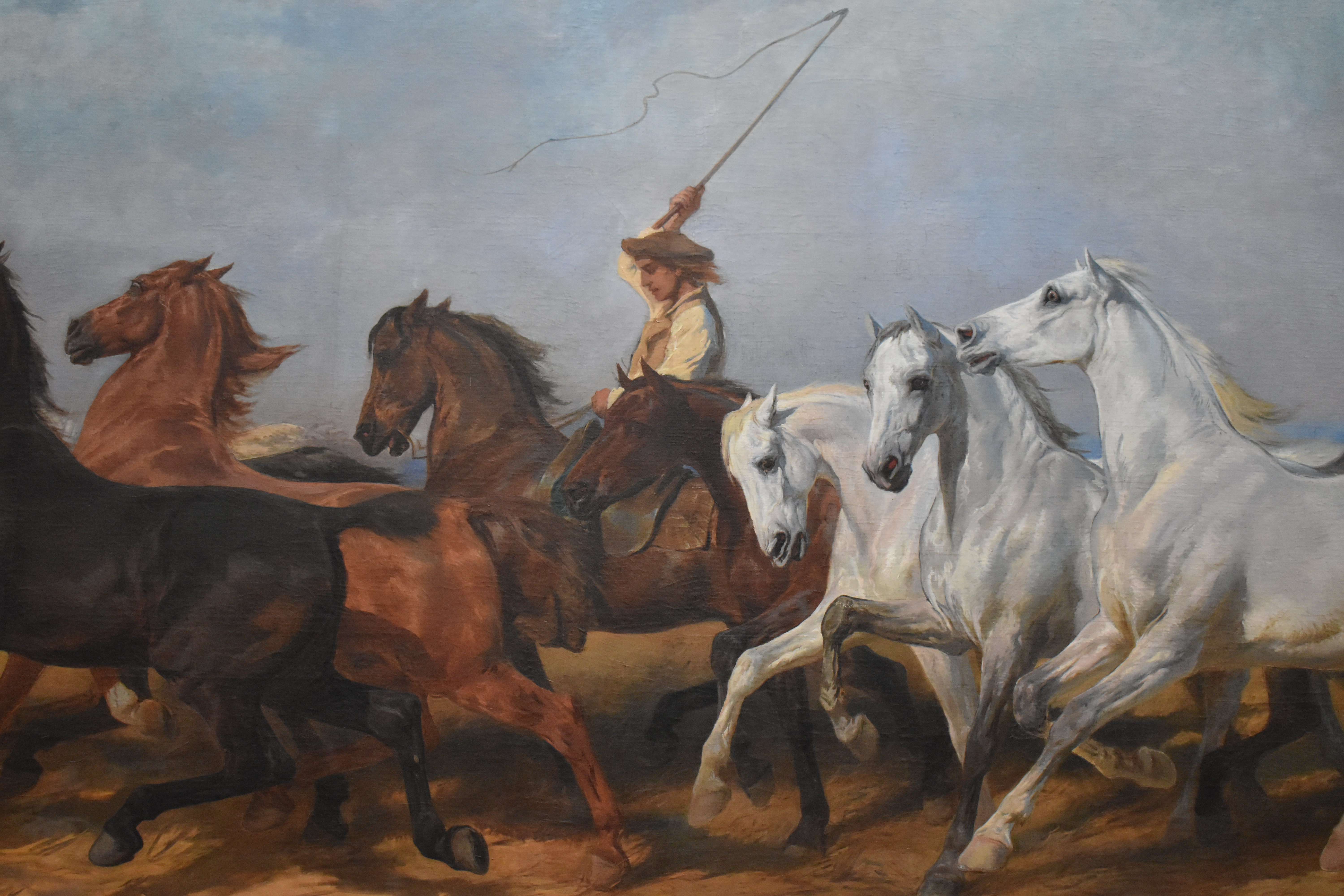
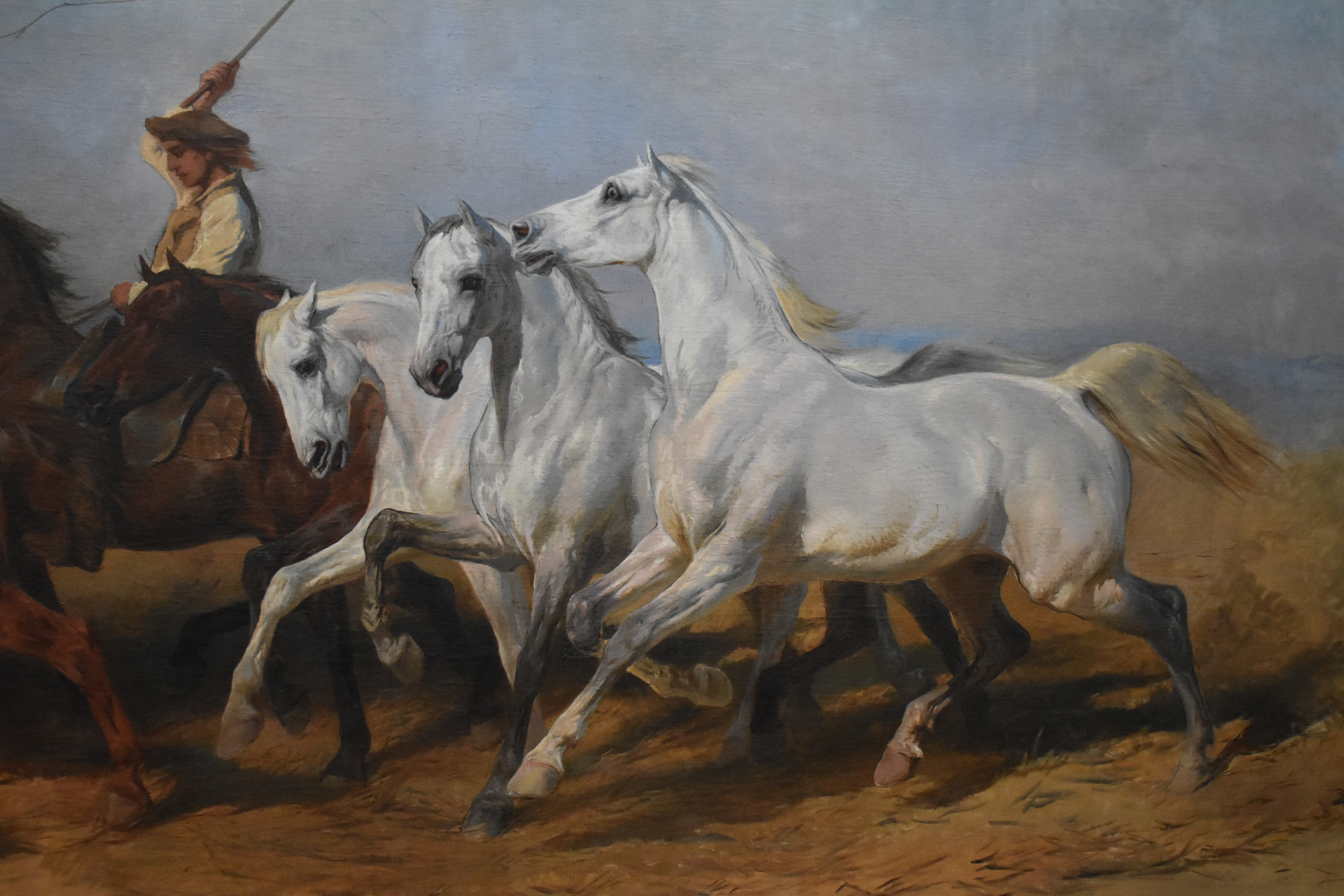